# Pseudarbela aurea
Pseudarbela aurea är en fjärilsart som beskrevs av George Thomas Bethune-Baker 1904. Pseudarbela aurea ingår i släktet Pseudarbela och familjen säckspinnare. Inga underarter finns listade i Catalogue of Life.